# 铲 (武器)
鏟，是中國古代的兵器之一，鏟本是常見的農具，約在明朝時成為軍中使用的兵器，常見的有天蓬鏟、方便鏟、月牙鏟等，也是僧人常使用的兵器。

## 源流
明朝鄭若曾所著的《籌海圖編》收錄有天蓬鏟這項兵器，敘述:「形如月牙，內外皆鋒刃，橫長兩尺，柄長八九尺或一丈，兵馬步戰第一利器也。」又稱：「此器直推之，可以削手，往上則鏟首，向下推則鏟足，或鉤敗卒之足，或於上風揚塵，妙不勝述。」
明朝人茅元儀所著的武備志也有收錄「鏟」的樣式，形容：「長小尺一丈，尾有刃以便後刺。」

## 武術
鏟作為兵器，也在民間武術界被使用跟研創招式套路，如少林寺、武當派跟崆峒派等皆有相關的器械武術。
《少林兵器總譜祕本》也收錄了少林寺慣用的幾種鏟：
1. 方便鏟，全長五尺三寸，頭長一尺八寸，桿長三尺，清末如淨法師善於此器。
2. 短把追魂鏟，全長三尺，頭長八寸，明朝的了改，慶志，清朝的湛義、淳念精練於此器。
3. 月牙鏟，頭長一尺八寸，桿長三尺五寸，全長五尺三寸，宋朝的魯智深擅長此器。